# Antoine Giraud
Pour les articles homonymes, voir Giraud.
Antoine Giraud, né le 6 février 1749 à Cotignac (Var), mort le 3 octobre 1811 à Les Petites-Armoises (Ardennes), est un général de brigade de la Révolution française.

## États de service
Il entre en service le 2 octobre 1769, comme dragon à la légion Corse, il passe brigadier le 8 octobre 1773, maréchal des logis dans la légion du Dauphiné le 18 avril 1776, et fourrier de chasseurs au régiment de Belzunce-dragons le 21 novembre 1776. Maréchal des logis le 28 février 1778, maréchal des logis-chef le 12 mars 1779, il sert à Saint-Domingue et en Amérique, de 1777 à 1781. En 1782, il se trouve à Genève, et il est congédié le 2 octobre 1785.
Il reprend du service le 26 août 1787, comme maréchal des logis surnuméraire au régiment de chasseurs de Champagne, et il est breveté vétéran le 7 juin 1791. Il est nommé sous-lieutenant le 15 septembre 1791, et il est fait chevalier de Saint-Louis le 23 mai 1792. Il reçoit son brevet de lieutenant à l'armée du Nord le 17 juin 1792, et celui de capitaine le 1er décembre de la même année. Le 19 février 1794, il est employé par les représentants du peuple chargés de l'organisation des troupes à cheval des armées du Nord et des Ardennes. Il est promu général de brigade provisoire par les mêmes représentants du peuple le 3 mai 1794, et le 9 juin, il est chargé de la surveillance temporaire des troupes à cheval de l'armée des Ardennes.
Le 2 juillet 1794, il passe en la même qualité à l'armée de Sambre-et-Meuse, puis à l'armée des côtes de Cherbourg le 20 décembre 1795. Le 29 décembre suivant, il devient chef d'état-major par intérim de cette armée, et il est mis en disponibilité le 21 janvier 1796. Non compris dans la nouvelle organisation des états-majors de l'armée de l'Ouest, et non confirmé dans le grade de général de brigade le 16 février 1796, il est admis au traitement de réforme du grade de capitaine le 6 avril 1798. Il est admis à la retraite comme capitaine le 28 juin 1810.
Il meurt le 3 octobre 1811, aux Petites-Armoises.

## Famille
Il épouse Louise-Charlotte-Alexis de Monfrabeuf, fille de Louis de Monfrabeuf, le 20 germinal an III. Il est par cela le beau-frère de Philippe Christophe de Lamotte-Guéry. Il est également cousin de Louis-Emmanuel Regnault de Montgon, Commandant dans les armées impériales, gouverneur de Cologne, conseiller général des Ardennes,né à Montgon et ayant vécu à Harricourt (08240). En effet, la mère de Louis-Emmanuel est Marie Suzanne Thiboust de Berry des Aulnois, et celle de l'épouse d'Antoine Giraud, est Marie-Francoise Thiboust de Berry des Aulnois. Elles étaient toutes deux sœurs.

## Sources
- (en) « Generals Who Served in the French Army during the Period 1789 - 1814: Eberle to Exelmans »
- Léon Hennet, Etat militaire de France pour l’année 1793, Siège de la société, Paris, 1903, p. 276.
- Côte S.H.A.T.: 20 YD 55
- Georges Six, Dictionnaire biographique des généraux & amiraux français de la Révolution et de l'Empire (1792-1814, Paris, G. Saffroy, 2003 (réimpr. 1971, 1989) (1re éd. 1934), 614-588 p., 2 vol  : T. 1: A-J. -- T. 2: K-Z. (ISBN 978-2-901541-06-6), p. 507